# Fabijan Veraja
Mons. Fabijan Veraja (Metković, 20. siječnja 1923. − Grottaferrata, Rim, 28. listopada 2014.) bio je hrvatski katolički svećenik i visoki crkveni dužnosnik. Radio je u Vatikanskoj Kongregaciji za kauze svetaca i Kongregaciji obreda. Bio je podtajnik Kongregacije za proglašenje svetima.

## Životopis
Rodio se je u Metkoviću. U rodnom Metkoviću išao je u osnovnu školu. Maturirao je na gimnaziju u Biskupskome sjemeništu u Splitu. Na studij nije pošao u obližnji Split, jer je došao pod talijansku okupaciju. U Đakovu je počeo studirati filozofsko-teološki studij 1941. godine. Pretkraj rata opet je morao prekinuti studij. 14. travnja 1945. pred prodorom partizana svi su bogoslovi s učilišta napustili Đakovo. Veraja i ostali bogoslovi nakratko su potom boravili u Zagrebu. 6. svibnja zajedno s ostalim civilima koji su se povlačili zaputio se je prema Sloveniji i Austriji. Srećom po njega u trenutcima te humanitarne katastrofe odlučio je poći drugamo. Zaputio se prema Italiji i to mu je spasilo život od smrti koja mu je bila gotovo sigurna sudbina, uzevši u obzir kako su se nove vlasti obračunavale s katoličkim svećenstvom i redovništvom. Sa skupinom bogoslova stigao je u Rim 5. lipnja 1945. godine. Budući da Hrvatski zavod sv. Jeronima nije bio predviđen za bogoslove, smještaj su mu našli u Irskom kolegiju koji je primao i svećenstvo i klerike, a koje drugdje nisu mogli smjestiti. Tad je napokon mogao se posvetiti studiju. Nastavio ga je na poznatom Papinskome Gregorijanskome sveučilištu; studij teologije još je jednom prekinuo, od 1948. do 1952. zbog lošega zdravlja. 19. srpnja 1947. zaredio se je u bazilici Svetih dvanaestorice apostola u Rimu za svećenika. Već sutradan slavio je mladu misu. Slavio ju je u Kalistovim katakombama kod groba sv. Fabijana. Hrvatski papinski zavod sv. Jeronima u vrijeme Verajina boravka bio je utočištem mnogim izbjeglim svećenicima, a u poraću sjedištem istoimene bratovštine za pomoć hrvatskim izbjeglicama. U razdoblju od 1945. do 1959. godine boravio je u Hrvatskom zavodu sv. Jeronima, u vrijeme kad pitomci Hrvatskog zavoda nisu se mogli vratiti u domovinu, niti su iz domovine u Zavod nisu mogli dolaziti novi pitomci. O tom je razdoblju vladala prisilna šutnja do kraja postojanja Jugoslavije, a i cijelo desetljeće samostalne Hrvatske prošlo je da mlađe generacije nemaju dovoljno saznanja o pravoj stvarnosti prvih desetljeća komunističke Jugoslavije. O tome su razdoblju pisali Veraja i Milan Simčić, svećenici iz Zavoda sv. Jeronima koji su se tad zatekli ondje. Prilika da se svijetu ukaže na patnju cijelog hrvatskog naroda za koju izvan hrvatskog naroda vrlo malo znalo ukazala se 1953. na petstotu obljetnicu Ustanove sv. Jeronima. Veraja je na tezi Le origini della controversia teologica sul contratto di censo nel XIII secolo doktorirao 18. prosinca 1956. godine. Potom je dvije godine predavao u rimskome novicijatu sestara asumpcionistkinja osnovno moralno bogoslovlje, do 1958. godine. Godinu nakon početka rada u tom novicijatu, dobio je mjesto predavača vjeronauka u rimskom liceju sestara Ančela. Predavao je do 1961. godine. Te je godine primljen je u Kongregaciju obreda. Studirao je i kanonsko pravo. Magistrirao je 1962. na tom polju na Papinsko lateransko sveučilište. 
Za boravka u Zavodu sv. Jeronima osim studija, bio je u pastoralu. Pokrivao je nekoliko ustanova i župa. Poslije odlaska iz Hrvatskog zavoda 1959., dvadeset je godina bio je kapelanom u Istituto dell’Assunzione u Rimu. 7. prosinca 1981. godine postao je podtajnik Kongregacije za proglašenje svetima, a na to mjesto imenovao ga je papa Ivan Pavao II. Na dužnosti podtajnika ostao je do umirovljenja 1993. godine. Cijelo je vrijem pisao knjige i stručne članke, a ni nakon odlaska u mirovinu nije prestao s pisanjem.
Umro je 28. listopada 2014. godine u mjestu Grottaferrata (Rim). Na Dušni dan, 2. studenoga 2014., u crkvi sv. Jeronima u Rimu održana je oproštajna misa koju je predvodio mons. Martin Vidović, apostolski nuncij. Prema vlastitoj želji, pokopan je u Metkoviću 8. studenoga 2014. Sprovodnu misu i obrede u crkvi svetog Ilije proroka predvodio je mons. Marin Barišić, splitsko-makarski nadbiskup i metropolit uz koncelebraciju više biskupa, svećenika i redovnika.

## Djela
(izbor)
- Putovima providnosti, autobiografija
- Poziciju o Ivanu Merzu, kojom je dosta pridonio za proglašenje blaženim Ivana Merza
- Poziciju o Miroslavu Bulešiću, kojom je pridonio za proglašenje blaženim Miroslava Bulešića
- Nikola Moscatello, savjetnik jugoslavenskoga poslanstva pri Svetoj Stolici. Uspomene u svjetlu dokumenata
- Svećenik i žrtva: don Radovan Jerković (1900. – 1950.)

Autor je mnoštva stručnih članaka. Knjige i članke napisao je na talijanskom i latinskom. Dio je preveden na još neke jezike. Prevodio je članke drugih autora na hrvatski jezik (primjerice, Alain Besançon u Nova Tribina br. 19, str 19.).

## Vanjske poveznice
- Pogreb mons. Fabijana Veraje, IKA, 8. studenoga 2014, IKA V - 164677/11
- Zlatna misa mons. Fabijana Veraje, IKA, 5. lipnja 2014, IKA V - 12306/6
- Mons. Fabijan Veraja, dugogodišnji djelatnik u Kongregaciji za kauze svetih, razgovor, KTA BK BiH/Katolički tjednik, 24. kolovoza 2011.
- Mons. Fabijan Veraja, dugogodišnji djelatnik u Kongregaciji za kauze svetih[neaktivna poveznica], razgovor, Katolički tjednik,